# Роботягов Микола Павлович
Микола Павлович Роботягов (нар. 30 серпня 1924, Шишино — пом. 2004) — український художник і мистецтвознавець; член Харківської організації Спілки радянських художників України з 1971 року.

## Біографія
Народився 30 серпня 1924 року в селі Шишиному (нині Бєлгородський район Бєлгородської області, Росія). Брав участь у німецько-радянській війні. Був поранений, отримав інвалідність. Нагороджений медаллю «За відвагу» (15 листопада 1977), орденом Вітчизняної війни І ступеня (6 квітня 1985).
Упродовж 1947—1953 років навчався у Харківському художньому інституті, де його викладачами були зокрема Олексій Кокель, Єфрем Світличний, Сергій Бесєдін. Член КПРС з 1960 року.
Протягом 1960—1987 років працював директором Харківського художнього музею. Жив у Харкові, в будинку на вулиці Гіршмана, № 17, квартира 56. Помер у 2004 році.

## Творчість
Працював в галузі станкової графіки. Серед робіт:
ліногравюри
- «Однодумці» (1961);
- «Тарас Шевченко пише «Катерину» (1964);
- «Солдатські мрії» (1965);
- «До мирної праці» (1968).

Автор журнальних і газетних статей з питань творчості дореволюційних та сучасних художників Харкова, путівників, буклетів і альбому про Харківський художній музей.
Брав участь у виставках з 1952 року, республіканських з 1965 року. Персональні виставки відбулися у Чугуєві у 1984 і 1985 роках, Лозовій у 1984 і 1985 роках; Харкові у 1985 і 1997 роках; селі Пархомівці у 1997 році.